# La Comalada (Rosselló)

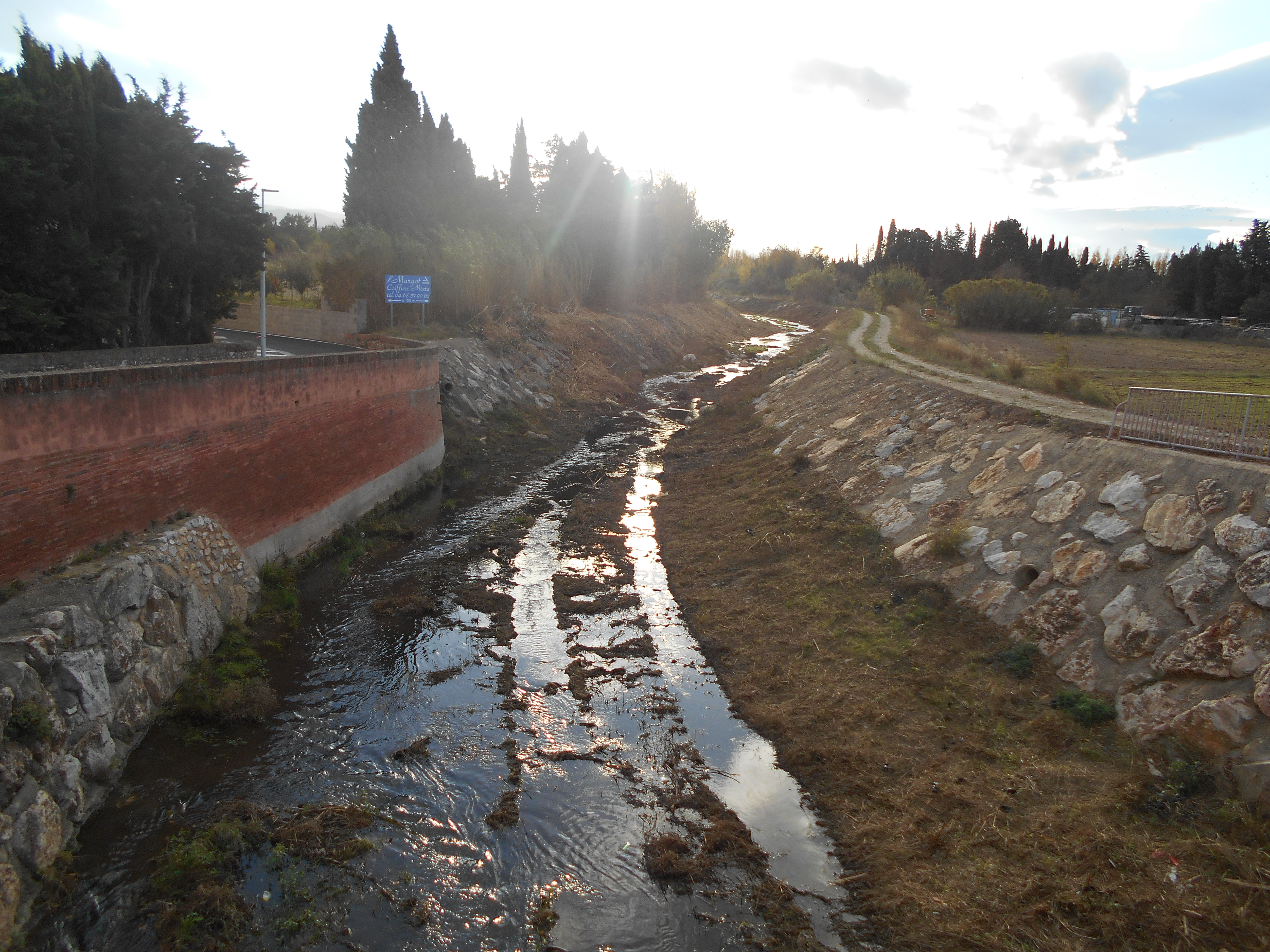
La Comalada, a Sant Feliu d'Amunt, aigües amunt

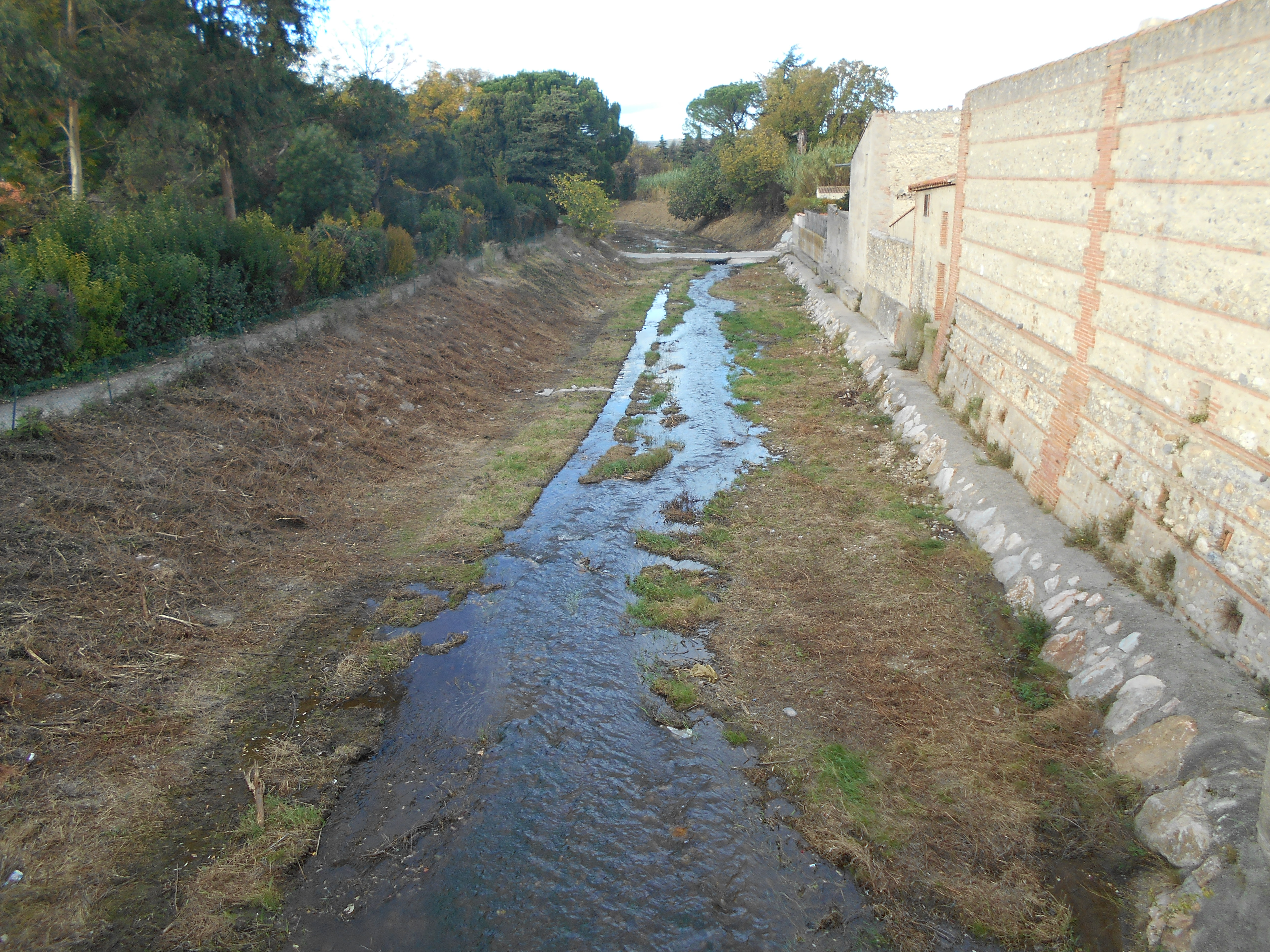
El riu, aigües avall

La Comalada és un curs d'aigua de la comarca del Rosselló, a la Catalunya del Nord, d'orientació bàsicament sud-oest - nord-est. Neix en els contraforts sud-orientals del massís del Canigó, en els vessants que es decanten cap a la Tet i discorre pels termes comunals de Queixàs, Corbera, Corbera la Cabana, Millars i Sant Feliu d'Amunt abans d'abocar-se en la Tet a prop al nord-oest del poble de Sant Feliu d'Amunt. S'anomena Ribera de Sant Julià fins a llevant del nucli de Corbera la Cabana, moment en què passa a anomenar-se la Comalada.

## Terme de Queixàs
Es forma, de primer amb el nom de Ribera de Santa Coloma, ran i a llevant de la carretera D - 2 al nord-oest de l'església de Santa Coloma de Montoriol de les Illes i a llevant del mas de Can Pere Galderic, des d'on davalla de forma sinuosa cap al nord-est passant a prop del poble de Santa Coloma de les Illes. Sempre de forma sinuosa, va a cercar el nord-est del terme, passa a llevant del Mas del Bon Mosso, i després d'un parell de meandres molt marcats surt del terme de Queixàs per tal d'entrar en el de Corbera.

## Terme de Corbera
En un llarg recorregut procedent del terme de Queixàs, la Ribera de Santa Coloma, ara anomenada de Sant Julià, entra pel sud del terme de Corbera, s'adreça cap al nord, i a poc a poc es comença a decantar cap al nord-est. Deixa a la dreta la partida de les Talladasses i a l'esquerra la de les Canalasses, marca un parell de forts meandres a prop i al nord-oest de la Font de la Galiana, passa prop i a ponent de la capella de Sant Julià de Vallventosa després de deixar a l'esquerra les partides de la Jonc i de la Coma Sanyer, i al sud-est del poble de Corbera esdevé termenal entre aquesta comuna i la de Corbera la Cabana.

## Termes de Corbera i Corbera la Cabana
Aquest curs d'aigua marca un bon tros el termenal entre les comunes de Corbera i Corbera la Cabana. De fet, la seva existència va ser el que es va fer servir per a delimitar-les, quan la segona se segregà de la primera. Comença el termenal al nord-oest del Roc del Carrasquet i de forma sinuosa deixa a la dreta la partida de la Ribera, de Corbera la Cabana, i a l'esquerra la d'Escolta-si-plou, del de Corbera.

## Terme de Corbera la Cabana
La Comalada entra en el terme de Corbera la Cabana al sud del nucli de població, a la partida de la Ribera, i el creua de sud-oest a nord-est. Passa al sud-est i a l'est del nucli de població, ran del cementiri municipal, a prop a ponent de la Cova d'en Ferriol, travessa la D - 16 i la D - 615, moment a partir del qual rep el nom de la Comalada, passa a llevant del Mas Grau, després a ponent del Mas Revardit, i s'adreça cap al sud del Mas Deloris, de Millars.

## Terme de Millars
La Comalada travessa l'extrem meridional del terme de Millars en un traçat de sud-oest a nord-est. Entra en terme de Millars a migdia del Mas Deloris, va a cercar el costat oest del Mas d'en Burgat, travessa la carretera D - 612 i surt del terme de Millars al nord del Mas de Sant Pere, masia que es troba a cavall dels dos termes de Millars i de Sant Feliu d'Amunt.

## Terme de Sant Feliu d'Amunt
Finalment, entra en el terme comunal de Sant Feliu d'Amunt a prop al nord del Mas de Sant Pere, i segueix al biaix pel centre del terme, de sud-oest a nord-est, fins a arribar al costat sud-oest del nucli principal de població d'aquesta comuna. Antigament passava fregant les muralles occidentals del poble, però va ser desviat fent una lleu ziga-zaga cap al nord-oest, a llevant del Mas dels Flares, que l'allunya de les muralles. S'aboca en la Tet al costat de l'angle nord-oest del camp de rugbi i futbol de Sant Feliu d'Avall.